# Trigonidium vittata
Trigonidium vittata är en insektsart som först beskrevs av Lucien Chopard 1954.  Trigonidium vittata ingår i släktet Trigonidium och familjen syrsor. Inga underarter finns listade i Catalogue of Life.